# Tužín
Tužín je malá vesnice, část obce Radim v okrese Jičín. Nachází se asi 1,5 km na severovýchod od Radimi. V roce 2009 zde bylo evidováno 44 adres. V roce 2001 zde trvale žilo 31 obyvatel.
Tužín je také název katastrálního území o rozloze 1,32 km2. V katastrálním území Tužín leží i Podhájí.

## Historie
První písemná zmínka o obci pochází z roku 1411.

## Pamětihodnosti
- Smírčí kříž
- Venkovské domy čp. 2, 5, 13, 14, 40
- Bílkův mlýn (Hoření) – čp. 1, stojí na severním okraji osady na pravém břehu Tužínského potoka
- Anderlův mlýn (Prostřední) – čp. 36, se nachází ve středu osady, u potoka a hlavní silnice
- Benešův mlýn (Dolení) – čp. 22, jižní okraj osady

## Galerie

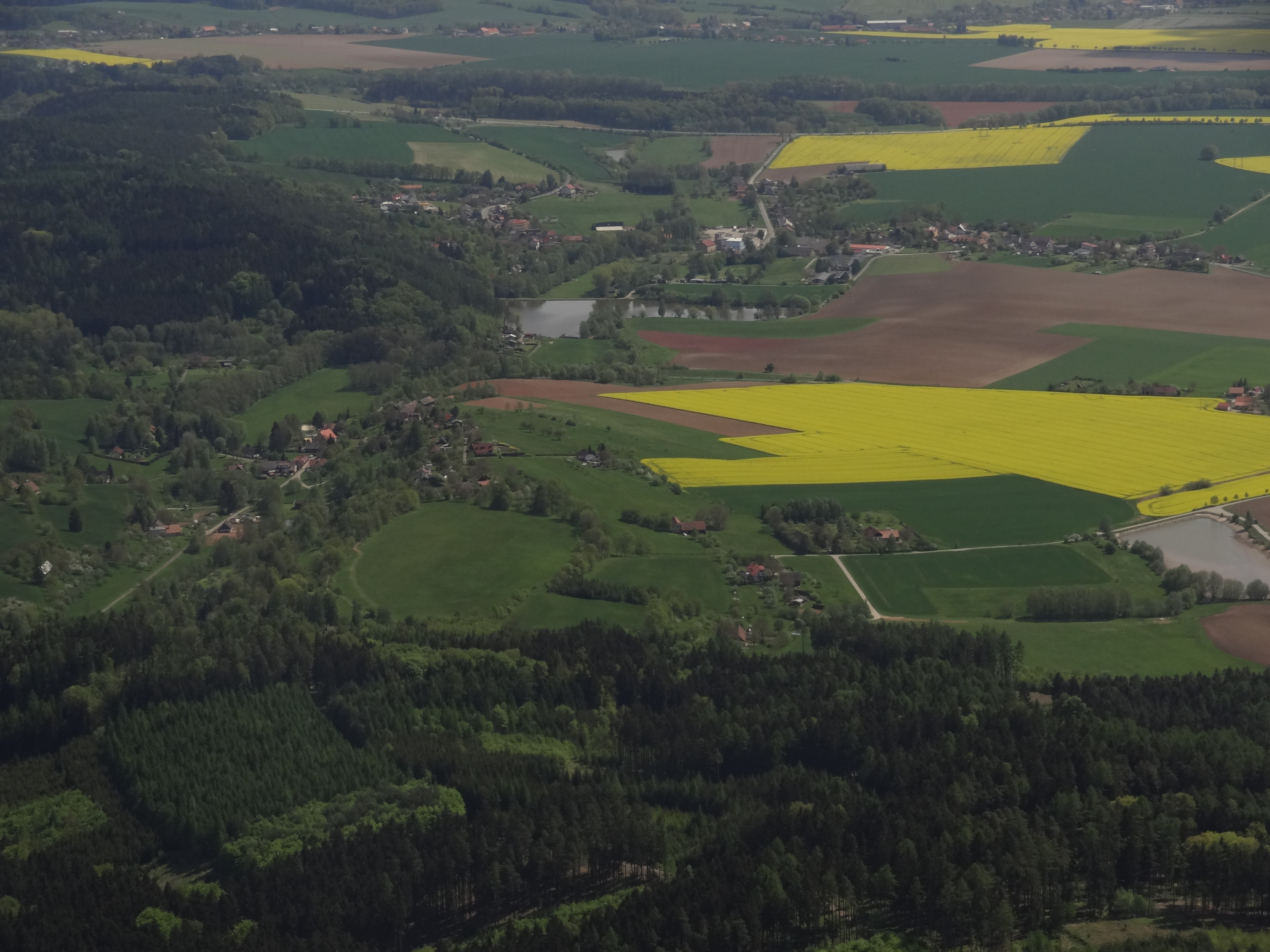
Tužín s Podhájím z letadla, v pozadí Dolánky a Dřevěnice
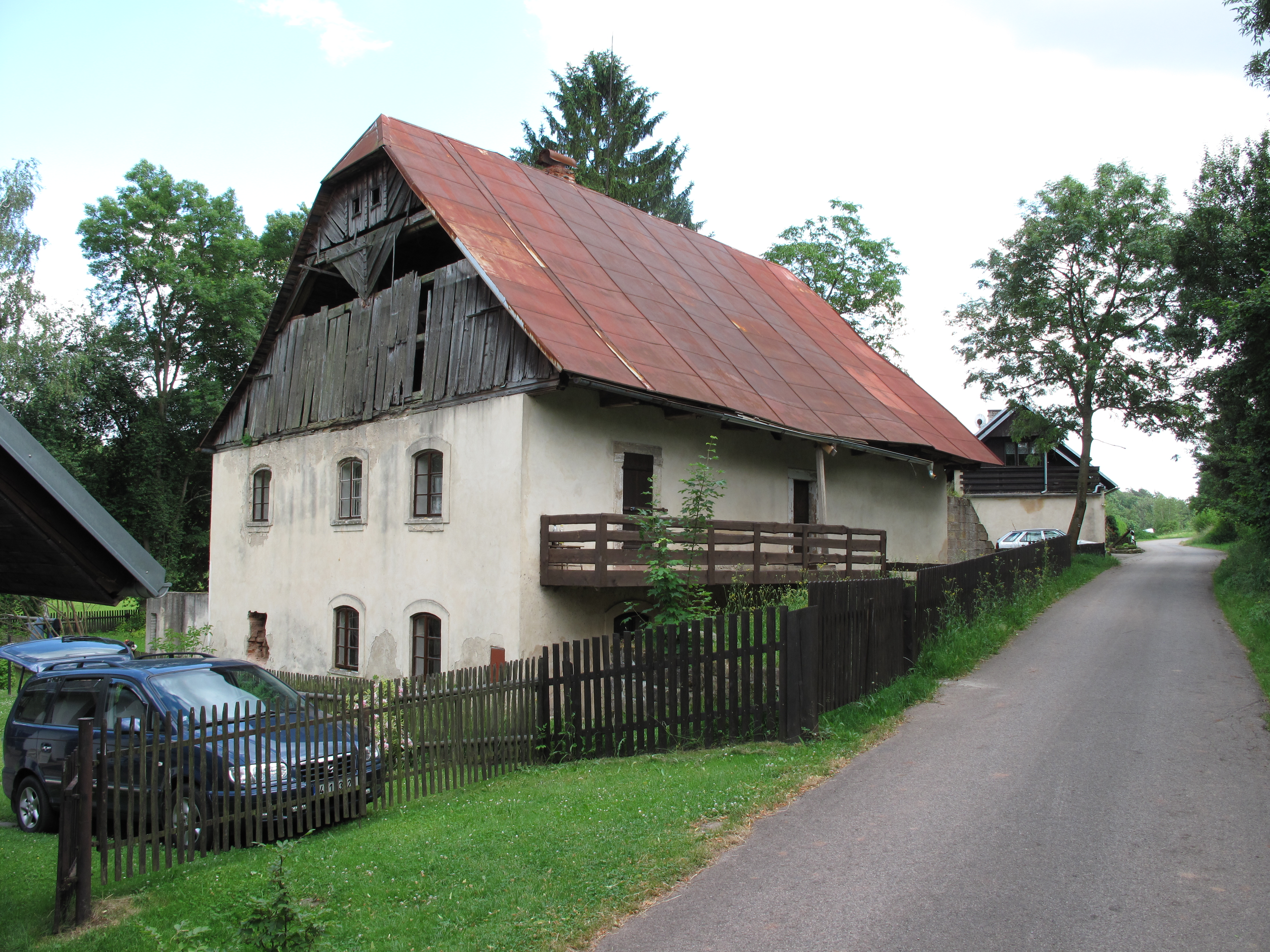
Památkově chráněný mlýn čp. 36
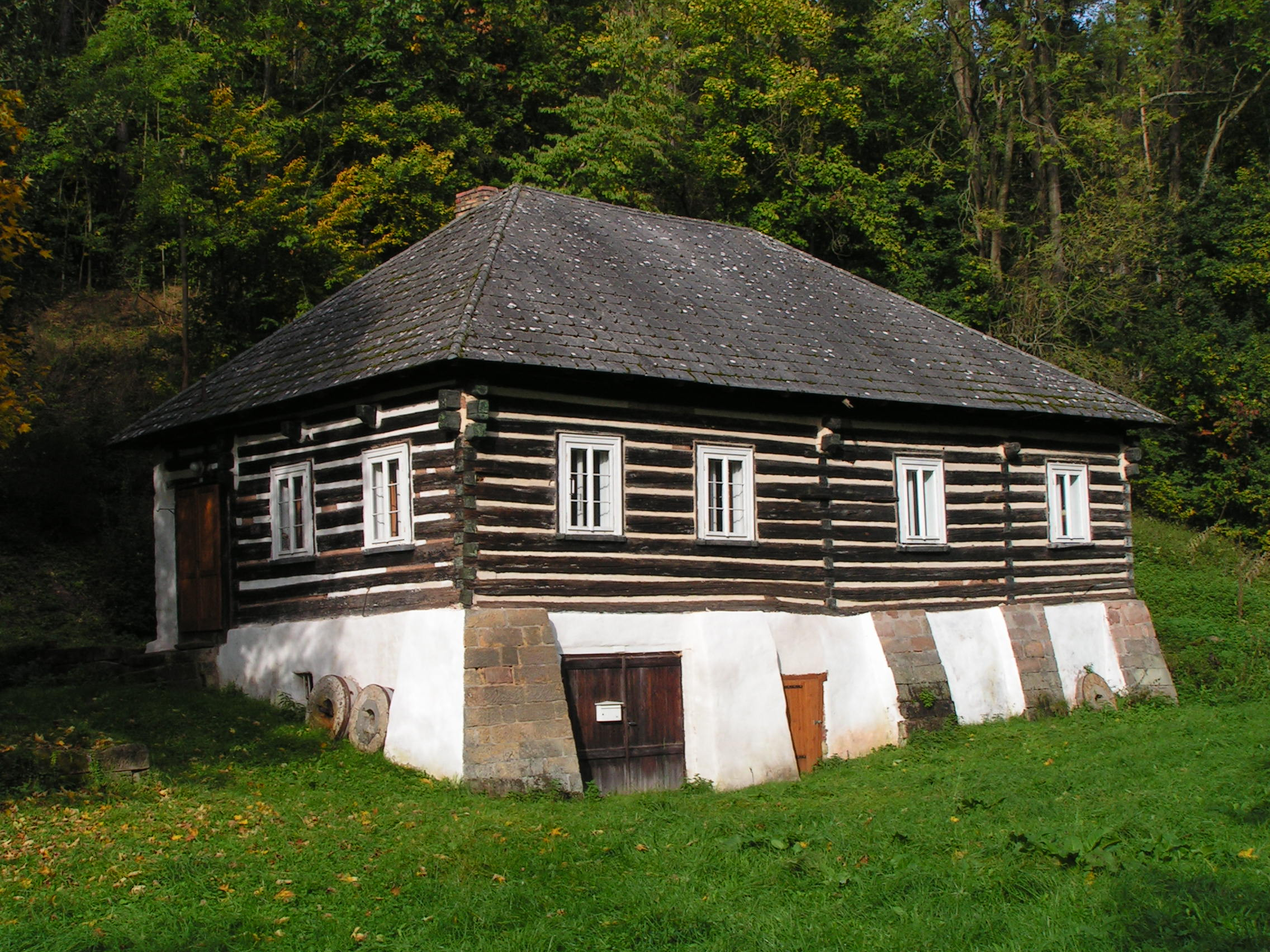
Památkově chráněný mlýn čp. 1
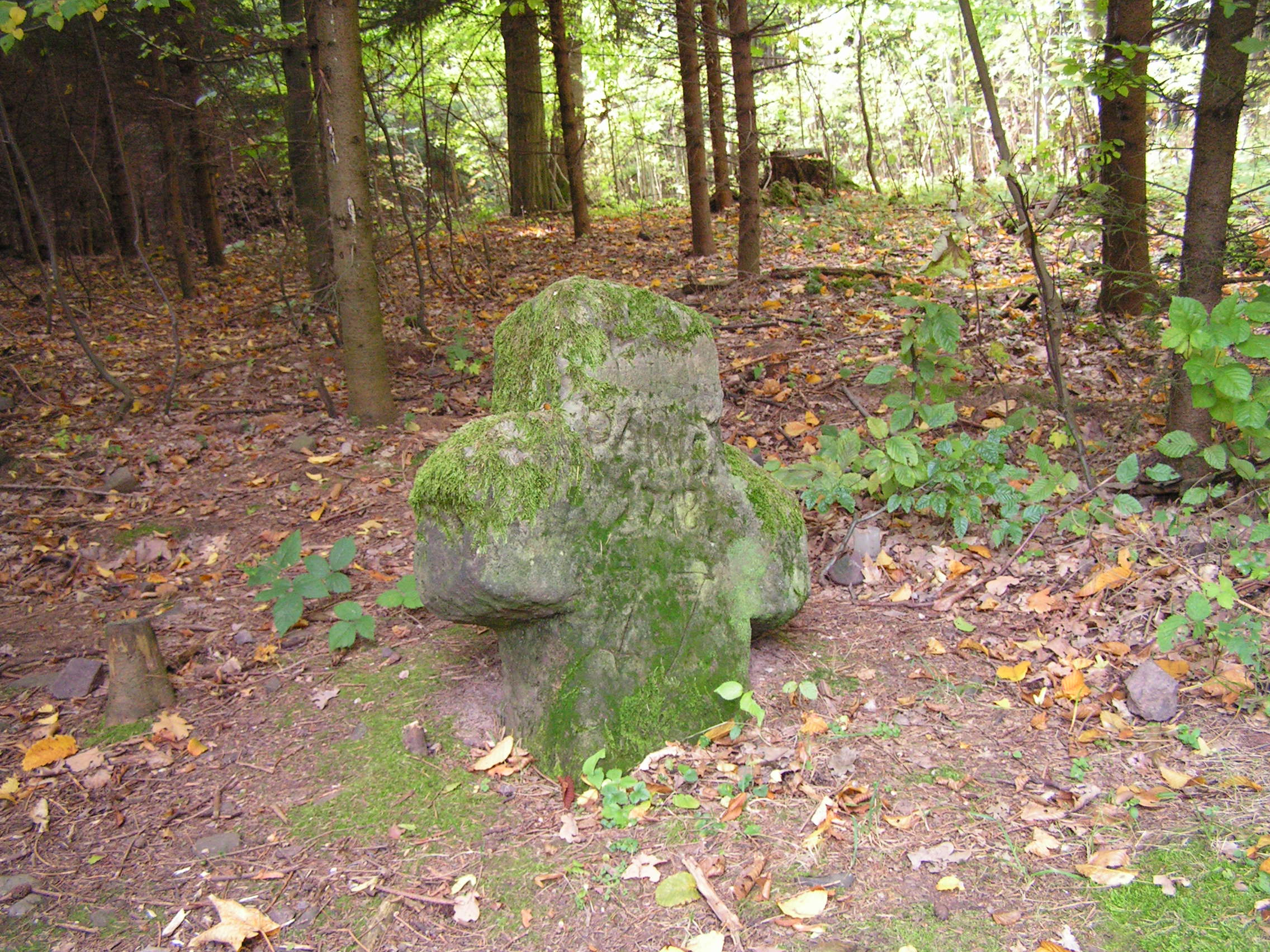
Smírčí kříž
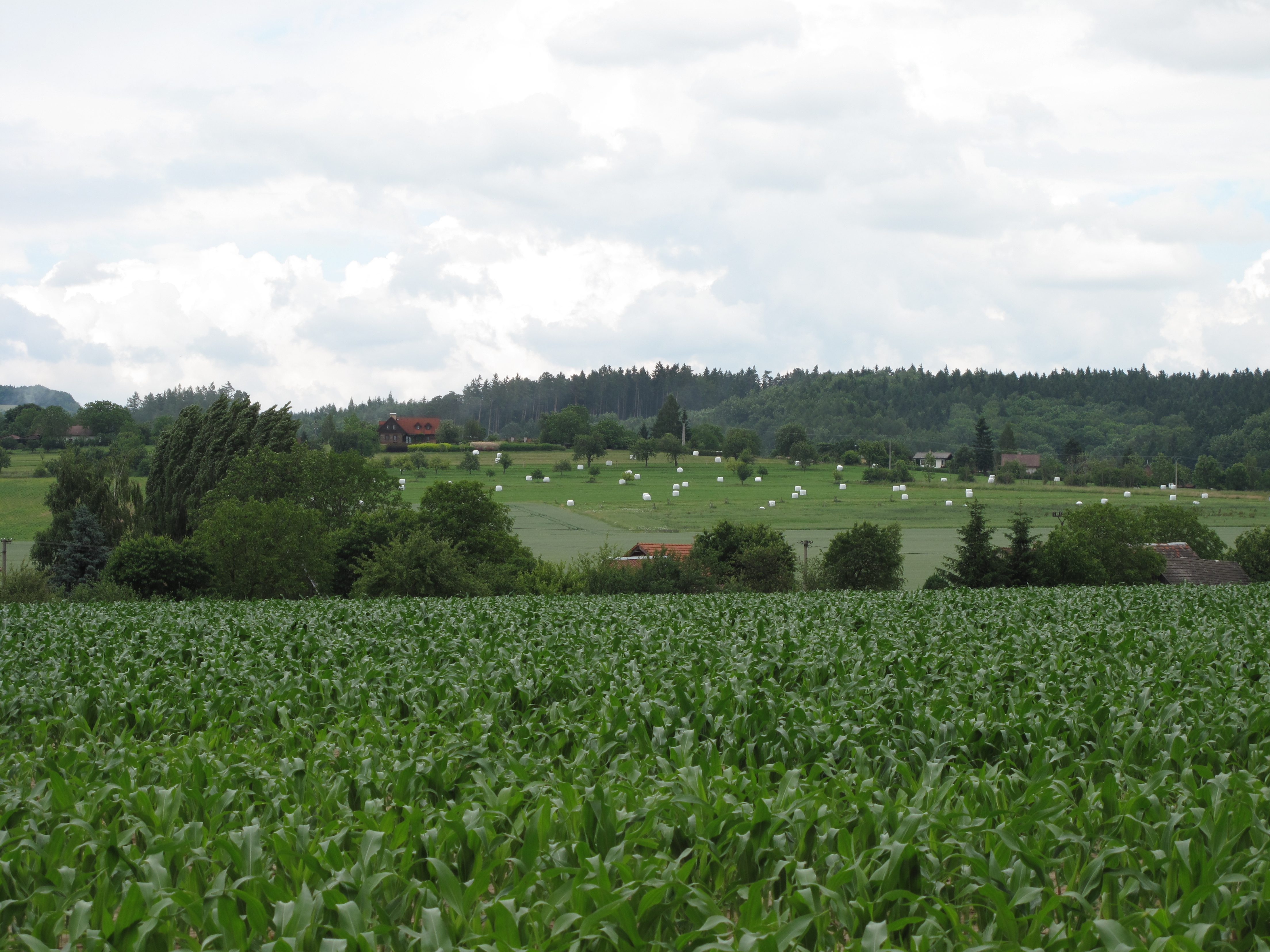
Pohled na osadu od Radimi